# Lorenz Heister
Lorenz Heister, född 19 september 1683 i Frankfurt am Main, död 18 april 1758 i Bornum am Elm, var en tysk kirurg.
Heister blev 1708 medicine doktor i Harderwijk, praktiserade och höll offentliga föreläsningar i anatomi i Amsterdam och blev 1710 professor i anatomi och kirurgi vid Altdorfs universitet, där han påbörjade sin omfattande författarverksamhet. Han publicerade bland annat sin redan några år tidigare gjorda upptäckt, att grå starr inte beror på en hinna i ögat, utan av grumling i själva linsen. Han utgav vidare Compendium anatomicum (1715-17; många upplagor), länge den förnämsta handboken i anatomi, och började utge sitt förnämsta verk, Chirurgie (1718, sjätte upplagan 1779; översatt till en mängd språk), den första på tyska skrivna handbok i kirurgi, som tjänade flera generationer som vägledning. I Helmstedt blev han efter vartannat professor i anatomi och kirurgi (1719), teoretisk medicin och botanik (1730) samt praktisk medicin (1740), och där växte hans rykte år för år; från olika universitet kom kallelser till honom att överta lediga lärostolar, men han avböjde alla. En vidsträckt konsultativ praktik förde honom dock vida omkring. Han var Tysklands främste kirurg under 1700-talet och är även känd som en av Carl von Linnés häftigaste motståndare.
Auktorsnamnet Heist. kan användas för Lorenz Heister i samband med ett vetenskapligt namn inom botaniken; se Wikipediaartiklar som länkar till auktorsnamnet.